# Station Quincinetto
Station Quincinetto is een voormalig spoorwegstation van de spoorlijn Chivasso-Ivrea-Aosta, gelegen in de gemeente Quincinetto (Piëmont-Italië). Het station werd in 1885 geopend, en sloot in 1999 voor het reizigersverkeer.